# Ptilotus exaltatus
Птілотус піднятий (Ptilotus exaltatus) — вид рослин родини Амарантові.

## Назва
В англійській мові має назву «рожева мула мула» (англ. pink mulla mulla), «овечий хвіст» (англ. lamb's tail).

## Будова
Багаторічна hослина-ефемер з прямим чи розгалуженим гладким стеблом до 90 см, що росте із задерев'янілих ризом. Синьо-зелені листки до 10 см утворюють прикореневу розетку. Пухкі суцвіття конічної, а згодом циліндричної форми. Поява квітів залежить від випадання опадів.

## Поширення та середовище існування
Зростає у північно-західній Австралії.

## Практичне використання
Вирощують як декоративну рослину.

## Галерея

Квітка
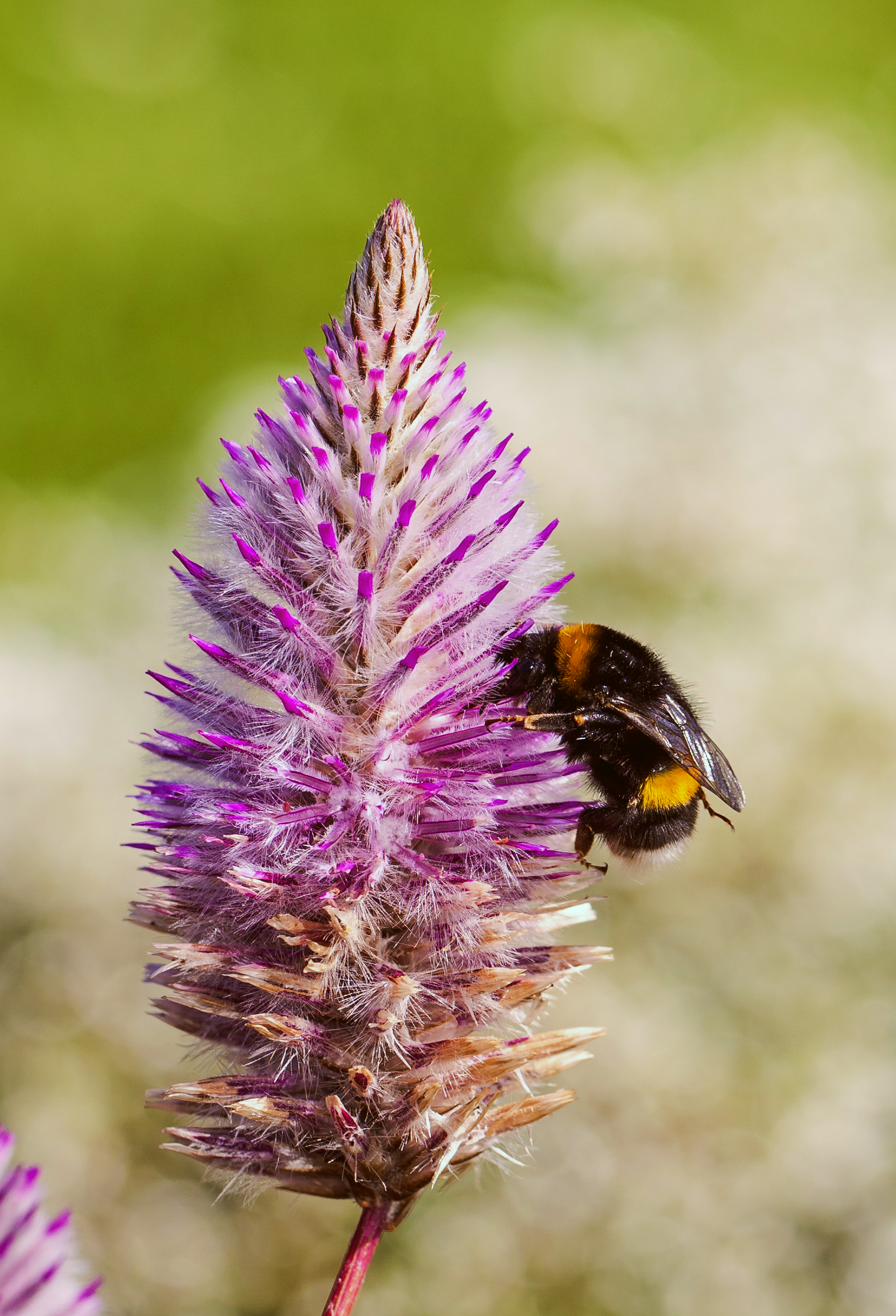
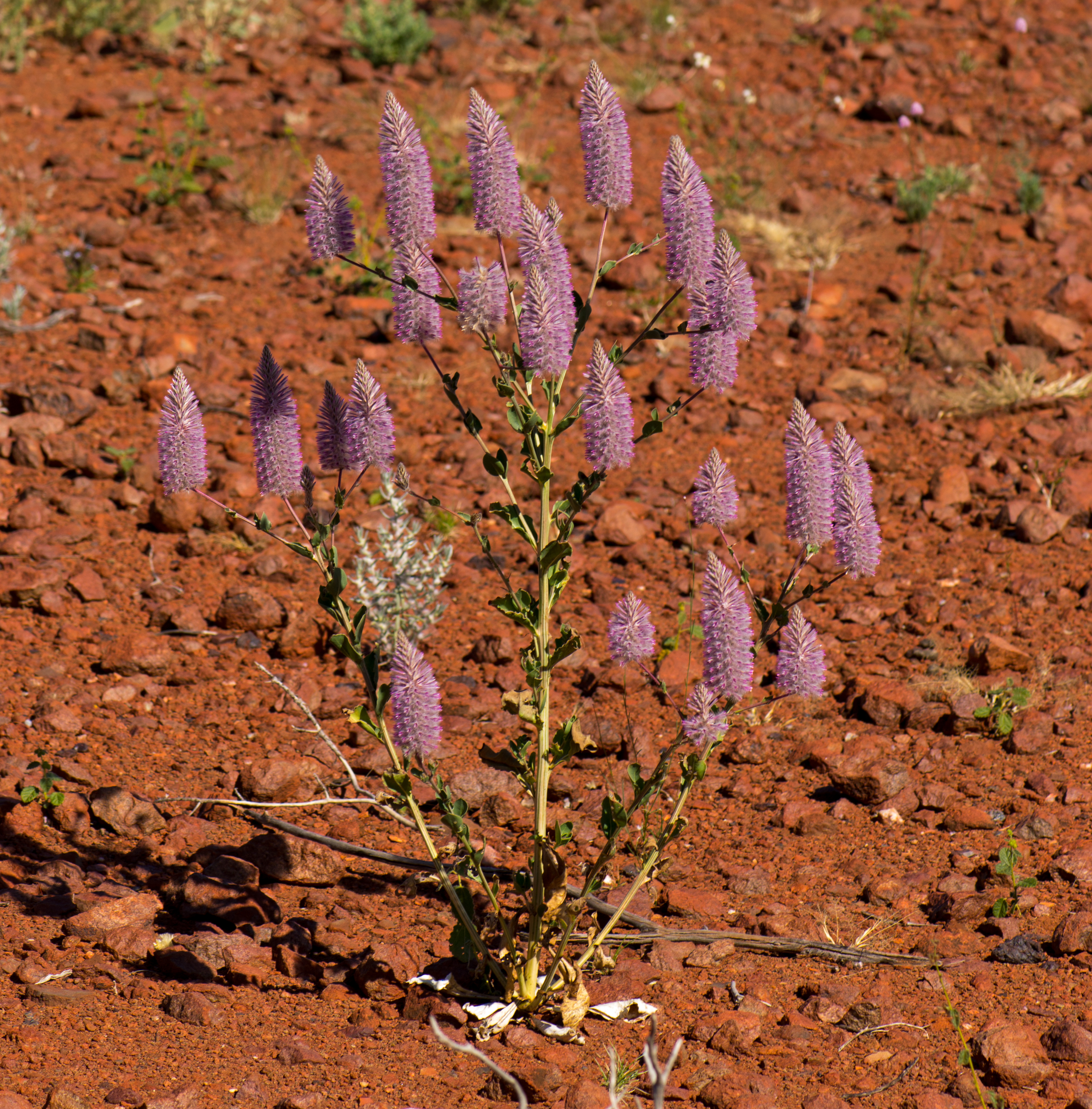
Зовнішній вигляд